# 万王遗址
万王遗址，是位于中华人民共和国安徽省合肥市肥东县梁园镇新河社区的一个商周时期古遗址。
2012年3月19日，肥东县人民政府将万王遗址公布为第五批肥东县文物保护单位。